# Kodeks 0264
Kodeks 0264 (Gregory-Aland no. 0264) – grecki kodeks uncjalny Nowego Testamentu na pergaminie, datowany metodą paleograficzną na V wiek. Rękopis jest przechowywany w Berlinie. Tekst rękopisu jest wykorzystywany w niektórych współczesnych wydaniach greckiego Nowego Testamentu. 

## Opis
Zachował się fragment 1 pergaminowej karty rękopisu, z greckim tekstem Ewangelii Jana (8,19-20.23-24). Karta ma rozmiar 15 na 12 cm. Tekst jest pisany jedną kolumną na stronę, 18 linijek tekstu na stronę. 

## Tekst
Tekst rękopisu jest zbyt krótki, aby określić jego charakter tekstualny. Kurt Aland nie zaklasyfikował go do żadnej kategorii. 

## Historia
INTF datuje rękopis 0264 na V wiek . 
Tekst rękopisu opublikował Kurt Treu w 1966 roku. 
Na listę greckich rękopisów Nowego Testamentu wciągnął go Kurt Aland, oznaczając go przy pomocy siglum 0264. Został uwzględniony w II wydaniu Kurzgefasste. Rękopis został wykorzystany w 26 wydaniu greckiego Nowego Testamentu Nestle-Alanda (NA26). Nie jest cytowany w NA27, NA28 i UBS4). 
Rękopis jest przechowywany w Staatliche Museen zu Berlin (P. 14049) w Berlinie . 